# Kapitan Majtas
Kapitan Majtas (ang. Captain Underpants) – cykl książek Dava Pilkeya, opowiadający o niesfornych chłopcach i ich wymyślonym bohaterze. Integralną część utworów stanowią ilustracje, mające niekiedy formę komiksu.  
Filmowa adaptacja przygód kapitana Majtasa, zatytułowana Kapitan Majtas: Pierwszy wielki film (Captain Underpants: The First Epic Movie) miała premierę w 2017 roku. Od 2018 roku w serwisie Netflix dostępny jest serial Wielkie przygody Kapitana Majtasa (The Epic Tales of Captain Underpants). W tym samym roku wznowiono też wydawanie polskich tłumaczeń książek z serii.

## Lista utworów wydanych po polsku
- 1997 – Przygody Kapitana Majtasa
- 1997 – Kapitan Majtas: Inwazja Krwiożerczych Klozetów
- 1999 – Kapitan Majtas: Inwazja Nieprawdopodobnie Nikczemnych Kucharek z Kosmosu (i zaraz potem atak Równie Paskudnych i Makabrycznych Truposzów)
- 1999 – Kapitan Majtas: Przerażający plan Profesora Pofajdanka
- 2001 – Kapitan Majtas: Szał Strasznej Superkobiety
- 2003 – Kapitan Majtas: Wielka bitwa z Zasmarkanym Cyborgiem Część 1: Noc Obrzydliwych Glutów z Nosa
- 2003 – Kapitan Majtas: Wielka bitwa z Zasmarkanym Cyborgiem Część 2: Rozróba Głupkowatych Roboglutów
- 2018 – Kapitan Majtas i kretyńskie kombinacje kosmitów z karmazynowego kibelka
- 2018 – Kapitan Majtas i straszliwy spisek Stefana Spodniosika